# تاش‌پینار (آق‌سرای)
تاش‌پینار (به ترکی استانبولی: Taşpınar) یک منطقهٔ مسکونی در ترکیه است که در آق‌سرای واقع شده‌است. تاش‌پینار ۲٬۷۴۶ نفر جمعیت دارد و ۱٬۰۵۰ متر بالاتر از سطح دریا واقع شده‌است.